# Shippingport (Pensilvania)
Shippingport es un borough ubicado en el condado de Beaver en el estado estadounidense de Pensilvania. En el año 2000 tenía una población de 237 habitantes y una densidad poblacional de 27.9 personas por km².

## Geografía
Shippingport se encuentra ubicado en las coordenadas 40°37′28″N 80°25′29″O / 40.62444, -80.42472.

## Demografía
Según la Oficina del Censo en 2000 los ingresos medios por hogar en la localidad eran de $33,333 y los ingresos medios por familia eran $34,861. Los hombres tenían unos ingresos medios de $27,159 frente a los $15,938 para las mujeres. La renta per cápita para la localidad era de $13,759. Alrededor del 7.5% de la población estaba por debajo del umbral de pobreza.